# The Billage of perception: chapter three
"the Billage of perception: chapter three"는 대한민국의 걸그룹 Billlie의 네 번째 익스텐디드 플레이이다. 2023년 3월 28일 미스틱스토리에서 발매되었고, 카카오엔터테인먼트에서 유통되었다. 2021년 제21회 한국대중음악상 최우수 케이팝 음반 후보 작이다.

## 배경 및 발매
2023년 2월 7일, 미스틱 스토리는 Billlie가 네 번째 미니 앨범으로 컴백을 준비하고 있다고 밝혔다. 3월 6일, 그룹이 3월 28일에 발매될 The Billage Of Perception 시리즈의 새로운 작품을 발매할 것이라고 발표되었다. 3가지 버전(01:01 AM, 11:11 AM, 11:11 PM)으로 3월 7일부터 앨범의 CD 발매 예약 판매가 시작되었다. 3월 8일, "Eunoia"가 EP의 리드 싱글로 사용될 것이라고 발표되었다. 3월 20일에는 'enchanted night ~ 白夜': 빌리지 오브 퍼셉션의 프리퀄 필름이라는 제목의 EP 콘셉트 필름이 공개되었다. 3월 23일에는 B-side 트랙 "Various and Precious (Moment of Inertia)"의 가사 영상이 공개되었다.

## 프로모션
3월 28일 오후 서울 마포구 서교동 신한pLay 스퀘어 라이브홀에서 발매 기념 쇼케이스가 열렸다.
"Eunoia"와 "Enchanted Night ~ 白夜" 모두 음악 방송에서 공연되었다.
4월 4일, Billlie는 SBS M의 더 쇼에서 ;Eunoia'로 데뷔 후 첫 음악 방송 1위를 차지했다.
4월 24일 미스틱 스토리는 EP 홍보 활동이 종료되었다고 발표했다. 이는 멤버 문수아의 오빠인 문빈의 사망 이후 결정되었다.

## 상업적 성과
대한민국의 한터 차트에서 공개된 자료에 따르면 The Billage Of Perception: Chapter Three는 첫 날 49,097장의 판매량을 기록하며 그룹의 새로운 커리어 하이를 달성했다.

## 트랙 목록
| #            | 제목                                         | 작사                          | 작곡                                                      | 편곡                             | 재생 시간 |
| ------------ | -------------------------------------------- | ----------------------------- | --------------------------------------------------------- | -------------------------------- | --------- |
| 1.           | 〈Enchanted Night ~ 白夜〉                   | Llano                         | PixelWave, Oiaisle, BOiTELLO, YOUHA                       | LLANO                            | 2:59      |
| 2.           | 〈Lionheart (The Real Me)〉                  | Le'mon                        | Lee Woo-min "collapsedone", STWP, Justin Reinstein, JJean | Lee Woo-min "collapsedone", STWP | 3:27      |
| 3.           | 〈Eunoia〉                                   | Le'mon                        | PixelWave, YOUHA                                          | PixelWave                        | 3:23      |
| 4.           | 〈Various and Precious (Moment of Inertia)〉 | Geumto (153/Joombas), Billlie | minGtion, Oiaisle, JUNNY                                  | minGtion                         | 3:16      |
| 5.           | 〈Extra-Ordinary〉                           | 조윤경                        | PixelWave, Xydo, Haeil                                    | PixelWave                        | 3:06      |
| 6.           | 〈Nevertheless〉                             | OGI (GALACTIKA)               | Woo-bin (GALACTIKA), EJAE, GALACTIKA                      | team GALACTIKA                   | 3:25      |
| 총 재생 시간 | 총 재생 시간                                 | 총 재생 시간                  | 총 재생 시간                                              | 총 재생 시간                     | 19:38     |

참고
- 모든 곡은 "Eunoia"가 "EUNOIA"로 표기되는 것을 제외하고는 모두 소문자로 표기된다.
- "Enchanted Night ~ 白夜"는 스트리밍 플랫폼에서 "enchanted night ~ white night"으로 표기된다.

## 크레딧 및 참여자
크레딧은 멜론에서 발췌했다.

### 녹음 및 매니지먼트
- 미스틱 스토리 총괄 프로듀싱
- Studio89, Glab Studios, SoulTriii Lab Studio, KLANGSTUDIO, Stay Tuned Studio에서 믹싱
- Studio89, Maxx Song에서 녹음
- 스털링 사운드에서 마스터링
- AMPLIFIED Corporation, JYP Publishing (KOMCA), NuVibe Music, Cherry On Top Music, GALACTIKA Inc., EKKO Music Rights에서 퍼블리싱

### 참여자
- 빌리 – 보컬 (모든 트랙), 작사 (트랙 4)
- 윤종신 - 총괄 프로듀서
- 조영철 - 총괄 프로듀서
- 안정오 - 총괄 책임
- 연운혁 - 총괄 책임
- 이학희 - 총괄 책임
- 한정수 - 총괄 음악 및 엔터테인먼트 매니저
- 정수 Peacedelic HAN - 프로듀서
- 정일진 - 녹음 엔지니어, 믹싱 엔지니어
- 김지현 - 녹음 엔지니어
- 신봉원 - 믹싱 엔지니어
- 조수아트리 (A.K.A 박준형) - 믹싱 엔지니어
- 구종필 - 믹싱 엔지니어
- 크리스 거링어 - 마스터링 엔지니어

## 수상
| 한국대중음악상 | 2024 | 최우수 케이팝 음반 | 후보 | [ 9 ] |

## 차트
| 차트 (2023)          | 최고 순위 |
| -------------------- | --------- |
| 대한민국 앨범 (써클) | 5         |

| 제목                                       | 최고 차트 순위    |
| 제목                                       | 대한민국 다운로드 |
| ------------------------------------------ | ----------------- |
| "Eunoia"                                   | 47                |
| "Enchanted Night ~ 白夜"                   | 121               |
| "Lionheart (The Real Me)"                  | 123               |
| "Nevertheless"                             | 126               |
| "Various and Precious (Moment of Inertia)" | 130               |
| "Extra-ordinary"                           | 131               |

| 차트 (2023)          | 최고 순위 |
| -------------------- | --------- |
| 대한민국 앨범 (써클) | 14        |

## 발매 기록
| 지역        | 날짜            | 형식                        | 레이블                          |
| ----------- | --------------- | --------------------------- | ------------------------------- |
| 대한민국    | 2023년 3월 28일 | CD 디지털 다운로드 스트리밍 | 미스틱스토리 카카오엔터테인먼트 |
| 다양한 지역 | 2023년 3월 28일 | 디지털 다운로드 스트리밍    | 미스틱스토리 카카오엔터테인먼트 |